# Protoscelis tuanwangensis
Protoscelis tuanwangensis là một loài bọ cánh cứng trong họ Chrysomelidae. Loài này được Hong & Wang miêu tả khoa học năm 1990.